# Дувил
Дувил (фр. Douville) насеље је и општина у југозападној Француској у региону Аквитанија, у департману Дордоња која припада префектури Бержерак.
По подацима из 2011. године у општини је живело 452 становника, а густина насељености је износила 22,7 становника/km². Општина се простире на површини од 19,91 km². Налази се на средњој надморској висини од 120 метара (максималној 233 m, а минималној 110 m).

## Демографија
| 1962. | 1968. | 1975. | 1982. | 1990. | 1999. | 2011. |
| ----- | ----- | ----- | ----- | ----- | ----- | ----- |
| 325   | 351   | 331   | 352   | 402   | 401   | 452   |

График промене броја становника у току последњих година